# Nolife (televízióadó)
A Nolife francia televízióadó volt, mely elsősorban a „geekek, a nerdök és az otakuk” felé irányult. Az adó videójátékokkal, a japán kultúrával, a technológiával és számos egyéb témával foglalkozott. A csatorna mottója a „Il n’y a pas que la vraie vie dans la vie” (Nemcsak való élet van az életben).
Az Nolife-ot eredetileg független televízióadóként alapította Sébastien Ruchet és Alexandre Pilot, akik korábban a Pocket Shami nevű produkciós cégükön keresztül számos más francia csatornánál is dolgozott. Később Alexandre Pilot azt mondta, hogy a Nolife-ot azért akarták megalapítani, mivel számos projektjüket visszautasította a többi televízióhálózat. Az adót a Free internetszolgáltató által nyújtott lehetőségeket kiaknázva alapították, így annak fenntartása alacsonyabb költségű, havonta pár száz euróba kerül.
A Nolife 2008-ban jelentős pénzügyi nehézségekkel küzdött és új befektetőket kellett keresnie, annak ellenére, hogy a csatorna a francia videójáték- és anime/mangarajongók körében jól ismert volt. Végül az Ankama Games felajánlotta, hogy jelentősen befektet a Nolife-ba a nélkül, hogy átvenne a cég irányítását. Ezt 2008. június 13-án egy megrendezett búcsúműsorban jelentettek be, kevesebb mint két héttel az adó első évfordulója után.
Ugyan a csatorna nézőszáma ismeretlen, azonban a Médiamétrie 2009 szeptemberi felmérése alapján a kábel- és műholdas televíziót nézők 12%-a látná szívesen az adót. Ezek ellenére a Nolife vezetősége 2009 júniusában bejelentette, hogy az adó a magas műsorszórási költségek, illetve technikai okok miatt nem fog bekerülni sem a Canalsat, sem a Numericable kínálatába. A Nolife vezetőségének egyik tagja elmagyarázta, hogy ez a döntés a piaci elszigetelődés miatt megkurtította a Nolife reklámbevételeit: a Médiamétrie az ország nézettségi adatainak egyetlen elismert forrása, azonban az még annak ellenére sem veszi számításba az IPTV-s nézettségeket, hogy legalább ugyanannyi francia háztartásban érhető el az IPTV mint a műholdas TV. Következésképpen az adó 2009. augusztus 26-án a nyílt forráskódú szoftverek üzletmodelljét alapul véve Nolife Online néven elindította a fizetős internettelevízió szolgáltatását. A szolgáltatás kínálatában a Nolife legtöbb műsorának elérhető a korábbi epizódjai, kivéve a nem saját gyártású élőszereplős televíziósorozatok, illetve az animével és a japán zenével kapcsolatos adásokét.
2010-ben a Médiamétrie már az IPTV-t is számításba vette az adatai összeállításánál, így a Nolife a többi rétegadóval egyenlő feltételekkel szállhatott be a reklámpiacba. A csatorna helyzete 2014 közepéig stabil volt, azonban akkora már a reklámpiac történelmi mélypontra süllyedt, így az adó bevételei is estek, ezért az még jobban a fizetős internettelevízió szolgáltatásától kezdett függni.

## Műsorai
A Nolife az állandó műsorai között számos japán zenei videóklipet is lead.

### Napi rendszerességű
A 101% a csatorna első számú napi rendszerességű műsora, amelyben híreket, játékteszteket és jelentéseket tesznek közzé.
- Hidden Palace – videójátékok vagy videójáték-sorozatok kevésbé ismert tényei
- La minute du geek – egy geek kijavítja a szokásos tévhiteket
- Mon souvenir – egy vendég elmeséli a videójátékkal kapcsolatos legmarkánsabb emlékét
- Oscillations – valós zenetudományi elemzés egy videójáték zenéjéről
- OTO – japán zenepiaccal kapcsolatos hírek
- Retro & Magic (RAM) – videójáték-ipar
- Temps Perdu – ingyenes internetes játékok elemzései
- Tôkyô Café – japán kultúra
- Debug Mode – a Nolife kulisszatitkai

### Heti rendszerességű
- J-Top – a Nolife közönsége által leginkább kért japán zenei videóklipek listája
- Chez Marcus – Marcus (Marc Lacombe) jól ismert francia videójátékos újságíró az otthonában bemutatja a kedvenc játékait
- Ami Ami Idol : Hello! France – idolokkal kapcsolatos hírek és videóklipek, melyet a Hello! Project közreműködésével készítenek
- Kira Kira Japon – japán gyártású műsor, melyet a DLE készít a Nolife-nak, melyben számos eredeti sorozat, illetve az Eagle Talon is helyet kap. Műsorvezetője Tanami Aszo
- Roadstrip – képregényrajzolókkal készített interjúk
- Temps Réel – demók és jelentések a demoscene-ről
- Big Bug Hunter – a French Nerd készíti, műsorvezetője Slim (Slimane-Baptiste Berhoun). A műsorban játékok programhibáit mutatják be, illetve azt, hogy ezek hogyan idézhetőek elő

### Havi rendszerességű
- Classés 18+ – 18+-os korhatár besorolású videójátékokkal kapcsolatos előzetesek, tesztek és hírek. A francia törvények szerint az ilyen játékok nem kerülhetnek adásba 22:30 előtt, ezért a Classés 18+ kizárólag késő este látható, 16-os korhatárral
- Superplay Ultimate – egy kiemelkedő játékos egy választott játékkal játszik, miközben kommentálja azt
- OTO EX – az OTO kibővített változata
- OTO Play – videójátékok zenei albumának elemzései
- Format Court – rövidfilmek, interjúk azok készítőivel
- The Incredible Horror Show – horrorfilmek elemzései
- EXP – szerepjátékok elemzései
- Hall of Shame – rossz játékok elemzései
- The Golden Show – Davy Mourier és Monsieur Poulpe által vezetett humoros műsor

### Sorozatok

#### Animék
Az adón az animék japán hangsávval, francia felirattal kerülnek adásba.
- Anime szeiszaki sinkó Kuromi-csan
- Another
- Bakemonogatari
- Berserk
- Black Rock Shooter
- Blood Lad
- C-Control
- Casshern Sins
- Csikjú sódzso Arjuna
- City Hunter 3 (cenzúrázatlan változat)
- City Hunter 91 (cenzúrázatlan változat)
- City Hunter: Bay City Wars
- City Hunter: Million Dollar Conspiracy
- Curitama
- Deadman Wonderland
- Dzsjú ó szei
- Eyeshield 21 (kizárólag az 1. és a 2. epizód)
- Flag
- FLCL
- Fractale
- Free!
- Fúdzsin monogatari
- Fusigi no umi no Nadia
- Gundam Reconguista in G
- Haibane renmei
- Innocent Venus
- Kami nomi zo siru szekai
- Karesi kanodzso no dzsidzsó
- Kuragehime
- Monster Hunter: Felyne Village
- Noir
- Paranoia Agent
- RahXephon
- Ruróni Kensin: Cuiokuhen
- Ruróni Kensin: Szeiszóhen
- S-CRY-ed
- Szakamicsi no Apollon
- Samurai Champloo
- Szuzumija Haruhi no dzsúucu
- Top ó nerae! Gunbuster
- Top ó nerae! 2: Diebuster
- Top ó nerae! The Movie
- Top ó nerae! 2: The Movie
- The Tower of Druaga
- Vampire Knight (kizárólag az 1. és a 2. epizód)

#### Élőszereplős
- NerdZ
- Flander’s Company
- Noob
- Lazy Puppy
- Le Visiteur du Futur
- CréAtioN
- J’ai jamais su dire non
- France Five